# Frauenfeld
Frauenfeld er hovedbyen i kantonen Thurgau i Schweiz. Den har 25.442 (2017) indbyggere.